# Friedrich von Schele
Friedrich Rabod Freiherr von Schele (Berlim, 15 de Setembro de 1847 — 20 de Julho de 1904) foi um general alemão e governador da África Oriental Alemã.